# Guadalupe de Rivera
Guadalupe de Rivera es una localidad del estado mexicano de Guanajuato. Es parte del municipio de Irapuato.

## Demografía
| Gráfica de evolución demográfica |
|                                  |

| Censo | Población |
| ----- | --------- |
| 1900  | 474       |
| 1910  | 361       |
| 1921  | 372       |
| 1930  | 288       |
| 1940  | 465       |
| 1950  | —         |
| 1960  | 720       |
| 1970  | 655       |
| 1980  | 1 036     |
| 1990  | 1 144     |
| 2000  | 1 356     |
| 2010  | 1 375     |
| 2020  | 1 445     |